# Progastrine
La progastrine est une protéine intracellulaire de 80 acides aminés et le précurseur de la gastrine, une hormone gastrointestinale produite par les cellules G de l'antre gastrique. La fonction principale de la gastrine est de réguler la sécrétion acide. Au cours de la digestion, seule la gastrine est libérée dans le sang et stimule la sécrétion d’acide chlorhydrique dans l’estomac ainsi que celle d’enzymes digestives pancréatiques. Chez l’humain, la progastrine est codée par le gène GAST. La progastrine est principalement exprimée dans les tissus de l’estomac.

## Découverte
En 1905, John Sydney Edkins a montré l’existence d’une hormone responsable de la sécrétion d’acide gastrique. Cette hormone fut appelée sécrétine gastrique ou gastrine. Mais ce n’est qu’en 1979 et plus tard en 1987 et 1988 que la progastrine a été identifiée comme étant le précurseur de la gastrine,,. Sa séquence  protéique et de son ARNm ont été dévoilées. A ne pas confondre avec la progastrine, la Pro-Gastrin-Releasing-Peptide est le précurseur de la Gastrin-Releasing Peptide (GRP), un neuropeptide qui appartient à la famille de la bombésine/neuromédine B et dont l’expression est importante dans l’intestin et le cerveau. Le GRP est impliqué dans de nombreux processus physiologiques et physiopathologiques. Le GRP stimule la libération de la gastrine et d’autres hormones gastro-intestinales. Il contribue à la régulation de la prise alimentaire. Il faut également distinguer 2 types de progastrine, la progastrine intracellulaire évoquée dans cet article et la progastrine extracellulaire, principalement appelée hPG80.

## Structure et production
Le gène GAST est situé sur le chromosome 17 (17q21). Il se compose de trois exons contenant la séquence qui code la préprogastrine. La progastrine est formée de plusieurs hélices alpha. La structure primaire de la préprogastrine humaine est constituée d'une séquence signal de 21 acides aminés à l’extrémité N-terminale suivie d'un peptide espaceur, d'un domaine bioactif et enfin d'un C-terminal Flanking Peptide (CTFP).

## Action
La production de gastrine permet de favoriser la production d’acide gastrique lors de la prise alimentaire. Par ailleurs, il a également été démontré que la progastrine est exprimée dans d’autres tissus sains (cervelet, glande pituitaire, pancréas, testicules), mais dans une bien moindre mesure que dans l’estomac et sous différentes formes,,,. Par exemple, on retrouve de la gastrine carboxyamidée au niveau des testicules. Cependant, le rôle de la progastrine n’est pas clairement établi dans ces organes.

## Biosynthèse

### En conditions physiologiques
Chez l’humain, le gène GAST code un peptide précurseur de 101 acides aminés, la préprogastrine. Cette dernière est synthétisée et maturée dans le réticulum endoplasmique. Lors de l'initiation de la traduction, la séquence signal facilitant la translocation du polypeptide est éliminé par une peptidase signal liée à la membrane. Cette enzyme clive la chaîne polypeptidique naissante entre le résidu d'alanine 21 et la sérine 22 pour générer le peptide de 80 acides aminés, la progastrine. La progastrine est ensuite coupée par une enzyme pour donner les principales formes circulantes biologiquement actives de la gastrine : la gastrine-34 et la gastrine-17, sous forme sulfatée et non sulfatée. La sulfatation et la phosphorylation jouent toutes deux un rôle dans le processus de maturation : elles augmentent la maturation de la progastrine. Tandis que la phosphorylation peut également affecter la conversion de produits intermédiaires possédant une glycine carboxy-terminale (G34-Gly et G17-Gly) en gastrines matures. De petites quantités de gastrine-52 (aussi appelée composant 1), de gastrine- 14 (mini-gastrine) et même de plus petits fragments ont été détectés dans le sérum. A cette étape, deux voies de modifications post-traductionnelles existent au sein des cellules G antrales. Dans la voie dominante, la progastrine est clivée en trois sites, ce qui donne deux gastrines bioactives majeures, la gastrine-34 et la gastrine-17. Dans la voie alternative présumée, la progastrine peut être clivée uniquement au niveau du site dibasique le plus proche de l'extrémité C-terminale, ce qui entraîne la synthèse de la gastrine-71,. Les autres produits de maturation, en particulier G34-Gly, G17-Gly et CTFP ont diverses fonctions. Le CTFP a été décrit comme capable d’induire ou d’inhiber l’apoptose, en fonction du type de tissu ou de cellule concerné. Après l’étape de conversion de la progastrine, il y a un passage par la voie sécrétoire.

### En conditions pathologiques
Dès 1996, il est démontré que l’expression du gène GAST est requise pour la tumorigénicité cellulaire du cancer du côlon humain. Il a été prouvé que le gène GAST est une cible en aval de la voie de signalisation ß-caténine/TCF-4. La transfection d’une construction exprimant une forme constitutivement active de la ß-caténine triple l’activité du promoteur du gène GAST. Cette étude permet d’établir un lien entre la progastrine et le cancer à travers de nombreuses fonctions cellulaires impliquant la voie Wnt dans une cellule cancéreuse, en commençant par son importance pour la survie des cellules souches cancéreuses. Dans des situations pathologiques, la progastrine est sécrétée par les cellules tumorales dans le sang et est nommée en tant que telle, hPG80.
L'expression de la progastrine dans de nombreux cancers a été mise en évidence. Il a été relevé que dans le cas de cancers colorectaux, la progastrine est plus de 700 fois plus abondante que la gastrine amidée. Une autre étude a permis de démontrer que les carcinomes colorectaux possèdent des peptides dérivés de progastrine non convertis en gastrine. Enfin, il a été prouvé que la moitié des cellules tumorales expriment la progastrine. Les cancers ovariens, hépatiques et pancréatiques présentent le même cas de figure : la progastrine non maturée est plus abondante que la gastrine amidée,,. En effet, la progastrine n’est pas complètement maturée et elle est sécrétée dans le sang par de nombreux cancers.